# Aparato reproductivo (insectos)

Anatomía interna del insecto.
1: cerebro; 2: ganglio; 3: cuerpo allatum; 4: cuerpo faríngeo; 5: aorta; 6: ganglio stomacal; 7: buche; 8: ventrículo; 9: válvula cardíaca; 10: mesenterón; 11: hemocele; 12: ventrículo; 13: corazón; 14: ostiolo; 15: recto; 16: ano; 17: vagina; 18: ganglio frontal; 19: anillo periesofágico; 20: epifaringe; 21: faringe; 22: gnatocerebro; 23: esófago; 24: ganglio ventral; 25: válvula pilórica; 26: tubos de Malpighi; 27: proctodeo; 28: ovariola; 29: ovario; 30: espermateca

El aparato reproductivo de los insectos se encuentra ubicado en el abdomen, consiste de ovarioso testículos, ductos, glándulas y órganos accesorios. Presenta diferencias entre el masculino y el femenino.
En la mayoría de los insectos la reproducción es sexual. En algunas especies la reproducción se hace por partenogénesis y en ciertos casos no se conocen los machos. En muchos insectos sociales las obreras no pueden reproducirse porque sus órganos sexuales están subdesarrollados.

## Aparato reproductivo femenino

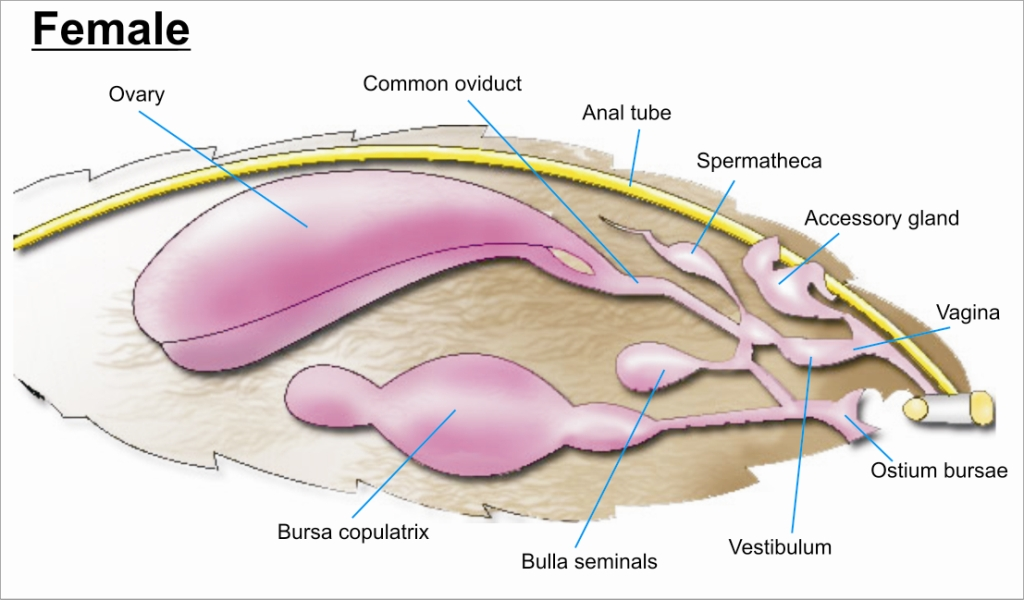
Órganos genitales femeninos de Lepidoptera

En los insectos el aparato reproductivo de la hembra consiste de un par de ovarios, un sistema de ductos, por el cual pasan los huevos al exterior, y estructuras asociadas. Generalmente cada ovario consiste de un grupo de ovariolas donde se producen los óvulos. En la parte anterior del ovario hay un ligamento suspensor que generalmente se inserta en la pared interior del cuerpo o en el diafragma dorsal. En la parte posterior hay un oviducto por el cual descienden los huevos hacia el exterior.: 880 
Puede haber de 1 a 200 ovariolas pero por lo general hay de 4 a 8. Los huevos emergen de la parte terminal de las ovariolas y van madurando a medida que bajan por el oviducto. En muchos insectos los huevos maduran antes de descender por los oviductos y hacen que los ovarios se expandan  a veces hasta ocupar la mayor parte del abdomen.
Generalmente los dos oviductos se unen para formar un solo ducto común con un ensanchamiento, la cámara genital o vagina. La vagina se extiende hasta el exterior. Asociado con la vagina se puede encontrar un órgano con forma de saco, llamado espermateca, que sirve para almacenar el esperma. La espermateca puede guardar esperma por un largo período y hay indicaciones de que la hembra puede seleccionar esperma de ciertos machos sobre otros. Además suele haber varias glándulas que segregan un material adhesivo el cual sirve para empaquetar a los huevos, envolverlos en una cubierta protectora o para adherirlos a un sustrato.

## Aparato reproductivo masculino

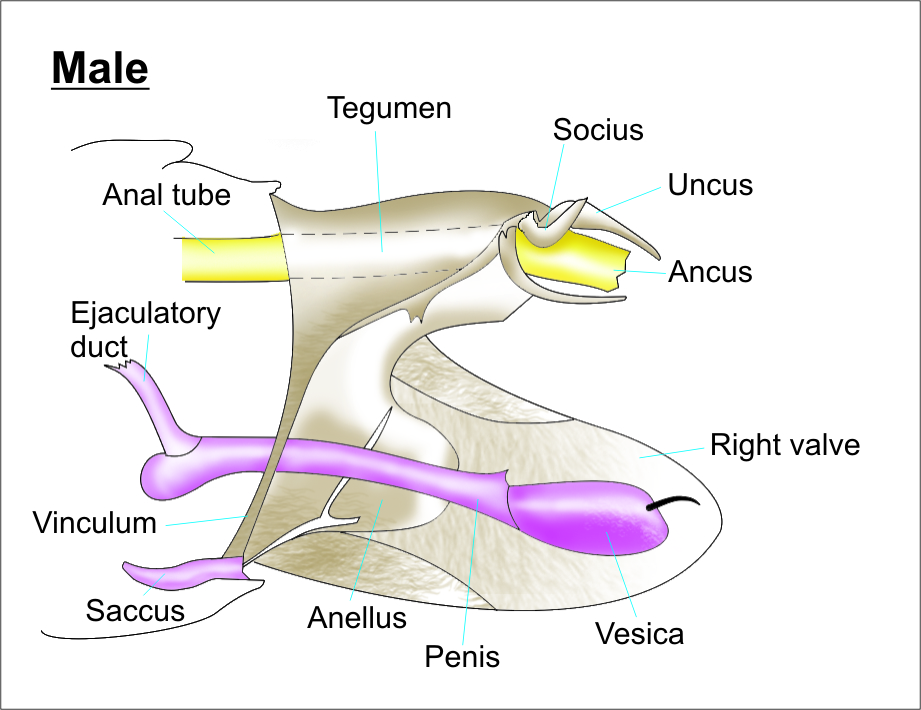
Órganos genitales masculinos de Lepidoptera

El aparato reproductivo del macho es similar al de la hembra. Consiste de dos testículos, ductos que desembocan al exterior y glándulas accesorias. Cada testículo consiste de un grupo de tubos espermáticos o folículos en los que se desarrollan los espermatozoides. 
El conducto deferente es un ducto que transporta a los espermatozoides desde los testículos hacia la parte posterior. Los dos conductos deferentes se unen en un tubo común: conducto eyaculador que desemboca al exterior en un pene o edeago. En muchos insectos hay una expansión de cada conducto deferente, llamada vesícula seminal donde se guarda el esperma. Las glándulas accesorias segregan un líquido que transporta al semen o que se endurece formando una cápsula llamada espermatóforo que encierra al esperma. Estas glándulas desembocan en el conducto eyaculador.: 885 

## Variaciones
Esta descripción de los aparatos genitales masculino y femenino es muy generalizada, dentro de ella hay grandes variaciones. En algunas especies los oviductos o los conductos deferentes no se unen en un conducto común, en cambio desembocan independientemente al exterior por un par de orificios. También hay variaciones en el número y forma de las ovariolas, en la maduración de los huevos, forma de los oviductos, tipos de glándulas accesorias y de formación de la espermateca. En el sistema genital masculino hay variaciones similares.